# Comuna Valdemarsvik
Valdemarsvik (Valdemarsviks kommun) este o comună din comitatul Östergötlands län, Suedia, cu o populație de 7.585 locuitori (2013).

## Geografie

### Zone urbane
Lista celor mai mari zone urbane din comună (anul 2015) conform Biroului Central de Statistică al Suediei:
| Nr | Zona urbană  | Pop.  |
| -- | ------------ | ----- |
| 1  | Valdemarsvik | 2.685 |
| 2  | Gusum        | 1.149 |
| 3  | Ringarum     | 605   |
| 4  | Gryt         | 333   |

## Demografie
| \| Evoluția demografică în comuna Valdemarsvik, 1970–2015 \| Evoluția demografică în comuna Valdemarsvik, 1970–2015 \| Evoluția demografică în comuna Valdemarsvik, 1970–2015 \| Evoluția demografică în comuna Valdemarsvik, 1970–2015 \| Evoluția demografică în comuna Valdemarsvik, 1970–2015 \| \| ----------------------------------------------------------------------------------------------------- \| ------------------------------------------------------ \| ------------------------------------------------------ \| ------------------------------------------------------ \| ------------------------------------------------------ \| \| An \| \| \| Locuitori \| \| \| 1970 \| 1970 \| \| 9109 \| 9109 \| \| 1975 \| 1975 \| \| 8864 \| 8864 \| \| 1980 \| 1980 \| \| 9303 \| 9303 \| \| 1985 \| 1985 \| \| 8784 \| 8784 \| \| 1990 \| 1990 \| \| 8804 \| 8804 \| \| 1995 \| 1995 \| \| 8789 \| 8789 \| \| 2000 \| 2000 \| \| 8337 \| 8337 \| \| 2005 \| 2005 \| \| 8122 \| 8122 \| \| 2010 \| 2010 \| \| 7760 \| 7760 \| \| 2015 \| 2015 \| \| 7747 \| 7747 \| \| Sursa: SCB - Statistika Centralbyrån, Folkmängd efter region, civilstånd, ålder och kön. År 1968–2016 \| \| \| \| \| |      |  |           |      |
| Evoluția demografică în comuna Valdemarsvik, 1970–2015 |      |  |           |      |
| An |      |  | Locuitori |      |
| 1970 | 1970 |  | 9109      | 9109 |
| 1975 | 1975 |  | 8864      | 8864 |
| 1980 | 1980 |  | 9303      | 9303 |
| 1985 | 1985 |  | 8784      | 8784 |
| 1990 | 1990 |  | 8804      | 8804 |
| 1995 | 1995 |  | 8789      | 8789 |
| 2000 | 2000 |  | 8337      | 8337 |
| 2005 | 2005 |  | 8122      | 8122 |
| 2010 | 2010 |  | 7760      | 7760 |
| 2015 | 2015 |  | 7747      | 7747 |
| Sursa: SCB - Statistika Centralbyrån, Folkmängd efter region, civilstånd, ålder och kön. År 1968–2016 |      |  |           |      |